# Фредерік Мольтке
Фредерік Мольтке (8 січня 1754 — 4 липня 1836) — данський державний діяч, фактичний прем'єр-міністр країни у 1810–1814 роках.